# Четверта планета
«Четверта планета» (рос. Четвертая планета) — російський фантастичний фільм режисера Дмитра Астрахана 1995 р.

## Сюжет
Космічна експедиція в складі трьох чоловік прибуває на Марс. На подив космонавтів, на червоній планеті знаходиться невелике радянське містечко. Незабаром вони розуміють, що потрапили у власне минуле. Навколо них існує «мисляче поле», що виконує бажання. Командир вирішує залишитися, щоб мати можливість врятувати дівчину, яку любив, і яку вбили 20 років тому.

## Ролі
- Анатолій Котенєв — Сергій, командир корабля
- Ольга Бєляєва — Тетяна
- Юрій Орлов — Ігор
- Даніель Маквікар — Сем, американський астронавт
- Дмитро Астрахан — музикант в ресторані
- Володимир Труханов
- Геннадій Воропаєв

## Музика
- «И на Марсе будут яблони цвести», музика: В. Мураделі, слова: Є. Долматовський.
- «Bésame Mucho», музика: Консуело Веласкес Торрес.
- «Парень-паренёк», музика: Е. Рознер, слова: Н. Лабковський.

## Виробництво

### Зйомки
Зйомки фільму проходили в місті Шліссельбург Ленінградської області.

## Критика
Рейтинг фільму на сайті IMD — 7,1/10.